# Fred Karno
Fred Karno, pseudonimo di Frederick John Westcott (Exeter, 26 marzo 1866 – Lilliput, 17 settembre 1941), fu un impresario teatrale attivo nel periodo antecedente e a cavallo l'avvento del cinema, scopritore di talenti successivamente resi celebri dalla settima arte: su tutti Charlie Chaplin e Stan Laurel.

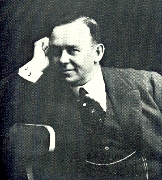
Fred Karno, il governatore

L'uomo che rivoluzionò il mondo del Music Hall e del Vaudeville all'inizio del XX secolo dandogli un'impronta manageriale moderna e introducendovi filosofia, concetti e tecniche, a prevalente indirizzo comico, ha precorso lo stile slapstick cinematografico. All'apice del successo, intorno al 1912, ebbe circa una trentina di compagnie di vaudeville attive contemporaneamente, sparse tra l'Europa, l'Africa, gli Stati uniti e l'America del Sud.
Personalità complessa ed emblematica: dilapidò una fortuna in denaro, era cinico e violento con la moglie e avaro con i suoi attori. Introdusse la tecnica di casting per la scrittura delle sue attrici conosciuta come il divano-audizione. Fidandosi del suo personale giudizio teatrale, divenne lo showman più grande; era conosciuto come il "governatore" nel mondo dello spettacolo e fece la fortuna di molti.

## Biografia
Fred Karno deve i natali ad un padre falegname-ebanista che visse e lavorò in diverse località prima di stabilirsi a Nottingham intorno al 1875, dove Fred crebbe disciplinatamente, primo di sei fratelli e una sorella, e dove quattordicenne già contribuiva al bilancio familiare con impieghi presso la fabbrica di merletti, come garzone dal barbiere, garzone dal farmacista, apprendista muratore e continuando a frequentare la scuola nel pomeriggio.

### Idraulico e Ginnasta
In qualche modo finì al seguito di un idraulico e per sette anni praticò l'attività che lo portò a fare riparazioni anche in un carcere riportandone una profonda esperienza umana che più tardi gli fornirà il materiale per la sua prima commedia di successo. Chiamato per riparazioni in una palestra, rimase folgorato dall'attività ginnica, iscrivendosi subito ad un corso a pagamento in cui rivelò uno straordinario talento naturale tanto da portarlo in breve a ricevere riconoscimenti e ad esibirsi in feste e fiere nel circondario. L'incontro fortuito con Olveno, un ginnasta professionista esibitosi in città, determinò la svolta professionale che lo portò ad abbandonare il poco gratificante mestiere di idraulico per diventare ginnasta professionista. Incominciò ad esibirsi in un duo, Olveno e Leonardo (nome d'arte adottato da Fred per l'occasione), in alcuni numeri di acrobazia circense. I primi tempi furono duri, dovette adattarsi a ricoprire diversi ruoli, clown, imbonitore, attrezzista, cassiere, girando diversi circhi, facendo tesoro di tutti i mestieri, fedele al suo credo fatto di applicazione, dedizione, allenamento e prove assidue. Rischiò diversi infortuni nelle acrobazie aeree, le reti di protezione non possedevano l'elasticità delle attuali, ma la fortuna era dalla sua parte.

### Il Trio Karnoes
Nell'ufficio di un impresario conobbe due giovani ginnasti con i quali dette vita al Trio Karnoes scippando una scrittura che li portò a sostituirsi al trio a cui era realmente destinata. Aveva giocato, infatti, sull'assonanza del nome che era Carnoes per i titolari e sulla distrazione dell'impresario che non si era accorto del giochetto e passò loro l'ingaggio; dotato di qualità musicali, per arrotondare i guadagni, quando non lavorava, si esibiva per strada, da solo, presentandosi con il nome di Fred Karno (ufficialmente cambiò il nome anagrafico nel 1914), e da allora identificandosi con esso.

### Edith, la moglie fedele
Esibendosi in un teatro (1888), ebbe modo di conoscere la giovane cassiera: Edith Cuthbert, diciassettenne, bionda, carina, che sposò l'anno successivo contro il parere negativo dei genitori di lei. La sposa dichiarò essere ventunenne per ottenere la licenza. Edith lo amò per tutta la vita e gli fu sempre fedele nonostante la dissolutezza e i modi violenti di lui e che in breve avrebbe sperimentato suo malgrado. Il loro primo figlio Frederick Arthur nacque nel 1891; ne seguirono altri sette di cui solo uno sopravvisse. Nel frattempo Fred proseguì le tournée quale leader del Trio Karnos spostandosi di città in città. Ebbe l'occasione di introdurre nel suo spettacolo alcune gag comiche di pantomima, riscuotendo un incoraggiante successo. Sviluppò un'idea che sperimentò, affiancato da un compagno di prim'ordine, un mimo di talento. Tale idea dette origine al suo primo numero comico in stile slapstick: Hilarity con un successo rilevante, al quale contribuì in non poca misura anche la gestualità mimica di Edith.

### Il successo imprenditoriale
Attingendo alle esperienze professionali, tradusse in commedia le impressioni riportate dal contatto col mondo carcerario producendo Jail Birds il cui successo confermò più che le qualità interpretative, le qualità organizzative e manageriali di Karno illuminandolo sulla strada da intraprendere; colse il potenziale persuasivo della pubblicità: sfruttò i trasferimenti della compagnia da un teatro all'altro allestendo chiassose e colorate sfilate per la città diffondendo il suo nome e l'attività. Investì i proventi degli incassi in un edificio adibendolo a dimora sua e soprattutto a laboratorio comico: la Fun Factory, luogo dove far crescere gli artisti e produrre ciò cui una commedia necessitava: costumi, scenografie, e quant'altro. All'inizio del 1902 Karno aveva in cartellone quattro produzioni, alle prime due si aggiunsero Early Birds e The New Woman's Club nelle quali cominciarono a farsi notare attori di talento. L'anno successivo fu la volta di His Majesty's Guest il cui protagonista recitava con una parlata lenta, un'andatura malferma dentro due enormi scarponi, decretandogli un personale successo.

### La separazione da Edith
Il successo arrideva a Karno, le donne pure, inevitabile conseguenza fu la separazione dalla moglie alla quale, tre settimane dopo la nascita dell'ultima figlia, fece pervenire un pacco contenente fotografie di lui e di una ragazza, entrambi nudi e in pose esplicite: era lo stile di Karno per presentarle l'amante ufficiale. In tribunale risultarono una prova determinante per decretare la colpa della separazione e l'affidamento dei due figli e relativo assegno di mantenimento alla moglie.

### Il governatore
Questo l'appellativo che gli fu affibbiato dal mondo dello spettacolo per il comportamento dispotico con gli attori e geniale negli affari.
La Fun Factory continuava a sfornare produzioni di successo: London Suburbian vide la partecipazione dei fratelli Chaplin: Sidney e Charlie. Karno scritturò Charlie su raccomandazione del fratello Sidney, già suo attore e The Football Match lo vedeva protagonista. Jimmy The Fearless, invece, fu affidato prima a Stan Laurel poi a Charlie.
Nel 1910 le produzioni rappresentate erano otto e la fama di Mumming Birds varcò l'Oceano, l'America reclamava Karno: durante l'anno due compagnie di Fred Karno attraversarono l'Atlantico per approdare a New York e rappresentare "lo spettacolo nello spettacolo": A Night in a English Music Hall, titolo americano di Mumming Birds. Mack Sennett produttore cinematografico, boss della Keystone, straordinario scopritore di talenti, ebbe modo di assistervi in Los Angeles e adocchiò più di un promettente attore da allettare con l'avventura cinematografica, allora agli albori ed in pieno sviluppo. Delle compagnie di Karno che trovarono il successo nel cinema americano i più noti attori sono Charlie Chaplin, Stan Laurel, Eric Campbell, Albert Austin.
Mumming Birds conobbe una stagione di successi lunga quarant'anni, in una dozzina di nazioni in cui fu rappresentato.
Dagli attori, Karno pretende movimento, rapido e deciso. La sua teoria: corri, agitati e cadi.

### Manie di grandezza
Nel 1912 la carriera di Karno toccò i suoi vertici, non furono da meno le sue costose stravaganze.
Acquistò un houseboat, un barcone galleggiante: l'"Astoria", ormeggiato sul Tamigi, presso un isolotto naturale, dov'era solito trascorrere i fine settimana. Ne fece una residenza da nababbi e sviluppò la zona edificandovi un hotel, un teatro, una pista da ballo, ristoranti, parco divertimenti, giardini, centri per l'attività sportiva. L'impresa gli costò una fortuna: allo scoppio della prima guerra mondiale, nel 1915, trasformò il complesso in luogo di ristoro per gli ufficiali dell'esercito di Sua Maestà. Le ristrettezze economiche della popolazione e i periodi di maltempo particolarmente persistenti innescarono il declino del suo impero.

### Il declino
L'affermarsi del nuovo mezzo di spettacolo: il cinema, il cambiamento dei gusti del pubblico, fecero del 1919 un anno amaro per Karno. La Fun Factory smise di sfornare commedie di successo, le difficoltà economiche si accanirono su Karno e fu costretto a vendere la sua Factory.
Nella prima metà degli anni venti conobbe la bancarotta.
Nel 1927 l'ex moglie Edith moriva di diabete, Fred non poté annunciarne la scomparsa poiché da un quarto di secolo spacciava l'amante quale consorte. Edith gli fece pervenire quale sua ultima volontà la sua fede nuziale quale prova che nessun altro occupò mai il suo cuore. Quindici giorni dopo Fred sposava l'amante. La scorza dura e l'assegno di mantenimento che passava all'amante e che negli anni ella, previdente accantonò, lo sostennero nelle difficoltà; nel 1928 si rivolse verso la terra che fece la fortuna di diversi suoi ex attori: l'America, ma New York lo snobbò. Solo Hollywood gli riservò un'accoglienza riconoscente, Charlie Chaplin interruppe le lavorazioni per smuovere lo star system ed ottenere un'opportunità per Karno. Gli procurò un alloggio a sue spese e gli anticipò del denaro. Stan Laurel, da parte sua, lo introdusse alla corte di Hal Roach, ma i metodi di lavorazione americani e il disaccordo sul modo di utilizzare quelle che un tempo furono le sue gag lo fecero desistere dopo sei mesi.
Tornato in Inghilterra produsse un nuovo spettacolo itinerante dal discreto successo. Provò la direzione cinematografica per la Ealing Studios realizzando cinque film a basso costo che dettero visibilità a giovani attori.
Nel 1935 Karno produsse con successo Real Life per il teatro, sull'onda dell'entusiasmo fondò la Karno Film Company con il sostegno di diversi azionisti. La prima di Don't Rush Me fu accompagnata dai telegrammi di congratulazioni e auguri dei suoi ex allievi Chaplin e Laurel, ma non bastarono a scongiurarne il fiasco. Karno si rese conto che il mondo dello spettacolo non gli era più confacente, si ritirò in un villaggio del Dorset dove morì il 17 settembre 1941, a seguito delle complicazioni dovute all'aggravarsi del diabete.
Le sue spoglie riposano nell'Abbazia di Dorchester, nell'Oxfordshire.
Stan Laurel di lui ebbe a dire che se anche non fu Karno a fargli apprendere tutta l'arte comica, certamente di molti trucchi gli era debitore e da lui imparò la meticolosità nel lavoro.